# Kiskunság
Kiskunság kistáj az Alföldön, a Duna–Tisza közének magyarországi részén található. Más elnevezése a Kiskunsági-homokhát.

## Földrajza

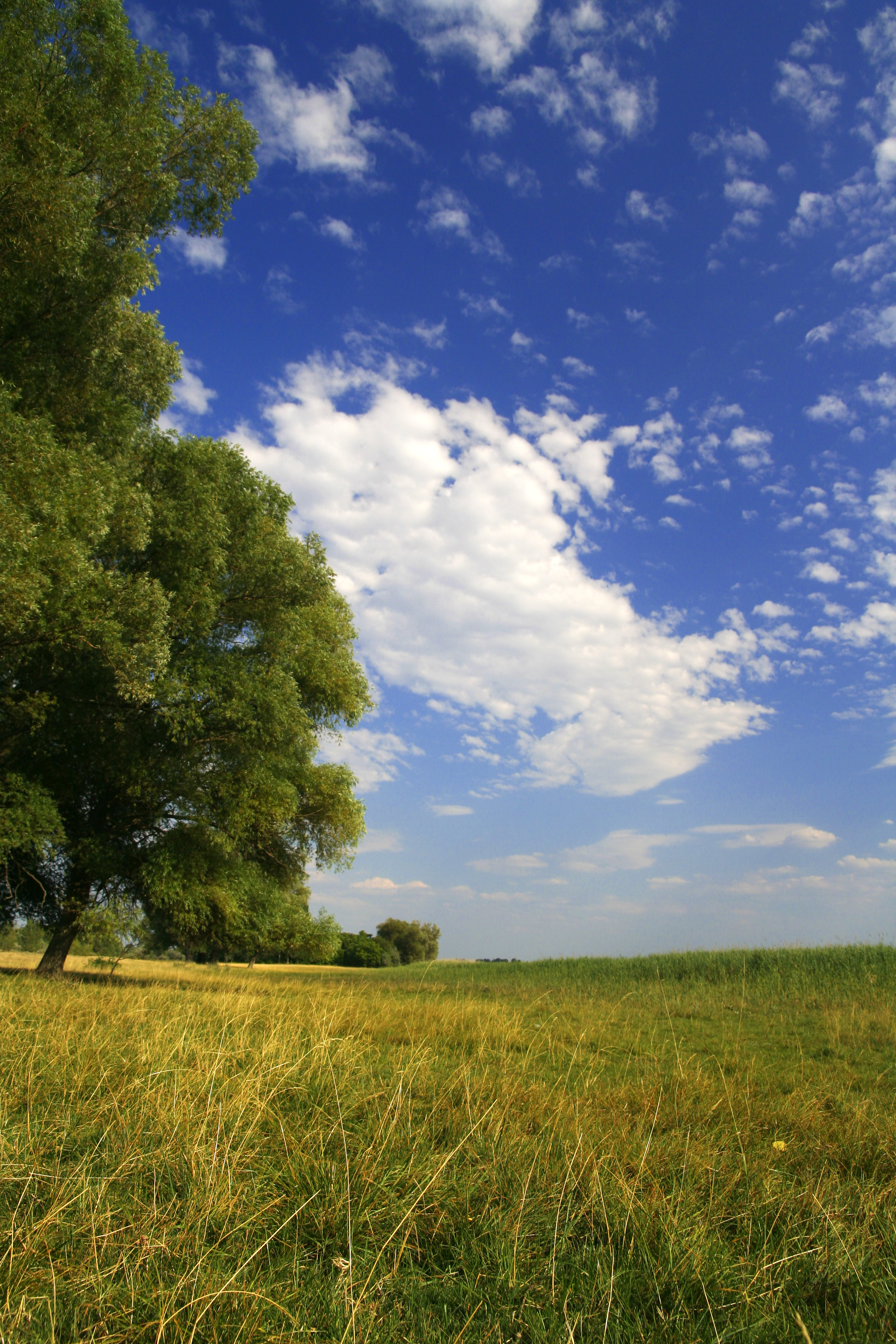
Kiskunsági táj (Csíra-szék, Orgoványi-rétek, Kiskunsági Nemzeti Park)

A Kiskunság a Duna–Tisza közi homokhátságon található, a Pesti-síkság és Bugaci-homokhát között. Közigazgatásilag Pest vármegyében és Bács-Kiskun vármegyében helyezkedik el. Keletről a Pilis–Alpári-homokhát és a Kiskunsági löszös hát határolja, dél felől a Bugaci-homokhát. Északi és nyugati határát a Csepeli-sík és a Solti-sík adja. 
A két folyóhoz képest jó 30-50 méterrel magasabban található itt a térszín, amit főleg az ős-Duna hozott létre. Ugyanis régebben a Duna még nem a ma látható vonalán folyt, hanem északnyugat-délkeleti irányban, így terjedelmes hordalékkúpot alakított létre. Ez a homokhátság tetején meghaladja a 130 méter tengerszint feletti magasságot, amely igen jelentős a Tisza kb. 80 és a Duna völgyének kb. 90 méteres tengerszint feletti magasságához képest.
A terület talaja nagyrészt homokos illetve szikes, de réti talajok is találhatóak. A Kiskunság közepe a legmagasabb térszínek a leginkább terméketlenek, mivel itt jut legnagyobb uralomra a homok, ami a szél hatására buckákat hozott létre. Fülöpháza határában található két, nagyrészt eredeti formájában megmaradt homokdűne is (fülöpházi homokbuckák).
Tipikus homokhátság jellegű enyhén hullámzó síkság, dombjainak magassága 94 és 139 méter között változik. Területe mozaikosan tagolt, ami nagyrészt mezőgazdasági művelés alá vont terület, vagy állattartáshoz fenntartott legelők, sztyeppek. A Kiskunsági-homokhát számottevő részén természetes növényzet található, ezt főként a Kiskunsági Nemzeti Park öleli fel, melynek 2/3-át az UNESCO bioszféra-rezervátummá nyilvánította 1979-ben. A széles homokhátak között északnyugat-délkeleti irányú mélyebb vízbeszivárgási területek találhatók, melyek a lecsapolások ellenére vízben gazdag területek, így ideális élőhely számos veszélyeztetett vagy ritka növény és állatfaj számára. A természetes növényzet igen változatos képet mutat, a láprétektől, zsombékosoktól a sztyeppei területeken át a szikes pusztákig, mely területek jelentős részét extenzíven használják. Erdős területeinek zöme azonban már ültetvény eredetű.
A vidéken igen nagy problémát okoz a '80-as évek óta egyre fokozódó vízhiány, igen magas az ariditási index mértéke. A szabadszállási Kondor-tó, a ladánybenei Madaras vagy a lajosmizsei Nyír-tó mind eltűnt. A vízhiány, illetve a Duna és Tisza közötti hajóút megteremtése céljából már 300 éve foglalkoznak egy Duna-Tisza csatorna építésével a Kiskunságon át.
Az ENSZ élelmezésügyi világszervezete, a FAO hosszú távú előrejelzésében félsivatagi övezetté nyilvánította a Duna-Tisza közét, elemzések szerint az elsivatagosodás veszélye fenyegeti a tájegység nagy részét. Az Európai Unió felmérése szerint ez a terület lehet a klímaváltozás egyik első áldozata.

## Története
Nevét a területén a tatárjárás után letelepedett kunokról, illetve a török hódoltság megszűnte után szervezett önálló (1876-ig fennállott) közigazgatási egységről (Jászkun kerület) kapta. Középkori lakossága a 16. századra elmagyarosodott és magas szintű paraszti kultúrát fejlesztett ki. A hódoltság a népesség pusztulását, elmenekülését és nagyarányú keveredését idézte elő. A 18. század elején mindössze öt nagyobb helysége létezett: Kiskunlacháza, Kunszentmiklós, Szabadszállás, Fülöpszállás, Kiskunhalas. A Kiskunság pusztáinak újratelepülésében az egykori kun előzményű reliktumok baranyai és más Kelet-dunántúli települőkkel is kiegészült református lakosságán kívül a Jászság római katolikus népessége is részt vett egészen a 19. századig (Kiskunfélegyháza, Kiskundorozsma). A Felső-Kiskunságban jászsági eredetű települések Kerekegyháza, Ladánybene, Lajosmizse, Kocsér és Jászkarajenő. Különösen a jászkun redemptio után (1745) gyorsan megerősödtek mezővárosi jellegű közösségei, amelyekben jelentős extenzív állattartást tett lehetővé a pusztabérletek rendszere, részben ennek következményeként alkalmazták a szálláskertes településrendszert.

## Légi felvételek

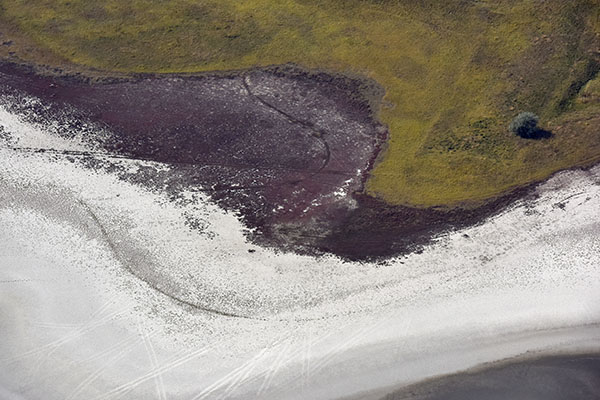
Böddi-szék (Dunatetétlen)
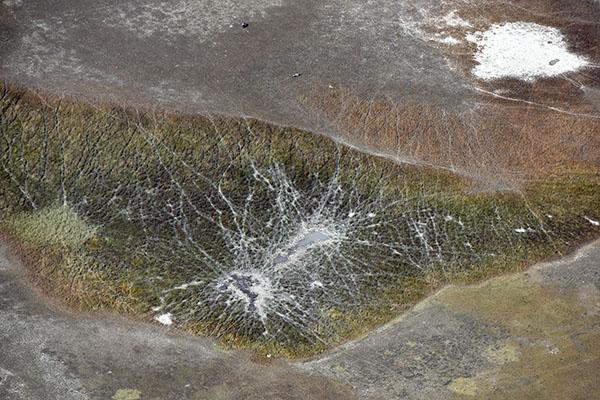
Kelemen-szék (Fülöpszállás)
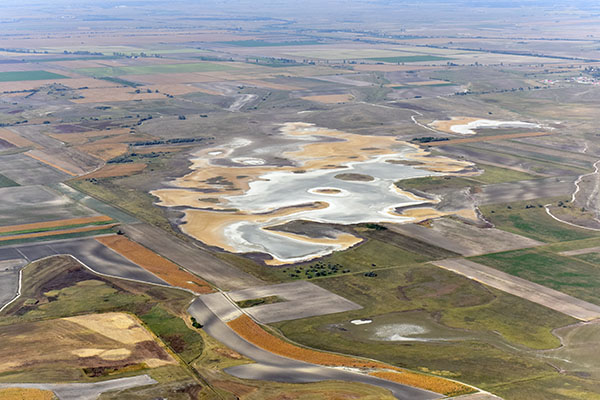
Büdös-szék (Szabadszállás)
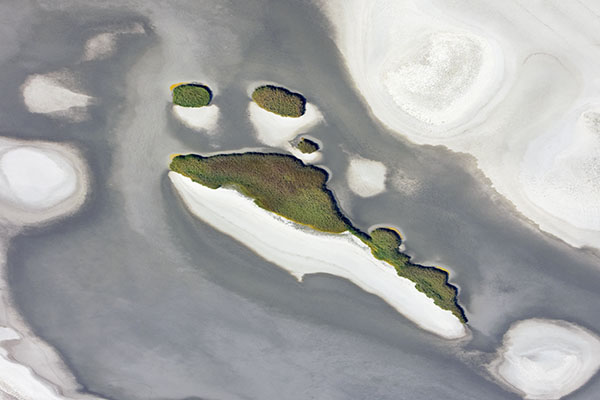
Böddi-szék (Dunatetétlen)

## Kiskun települések
- Kecskemét
- Lajosmizse
- Fülöpszállás
- Kiskundorozsma (Szeged városrésze)
- Kiskunfélegyháza
- Kiskunhalas
- Kiskunmajsa
- Kiskunlacháza
- Kunszentmiklós
- Szabadszállás
- Balotaszállás
- Bordány
- Csólyospálos
- Felsőlajos
- Forráskút
- Fülöpháza
- Fülöpjakab
- Gátér
- Imrehegy
- Izsák
- Jakabszállás
- Jászkarajenő
- Jászszentlászló
- Kerekegyháza
- Kocsér
- Kunfehértó
- Kunszállás
- Ladánybene
- Lajosmizse
- Móricgát
- Orgovány
- Páhi
- Petőfiszállás
- Pirtó
- Pusztamérges
- Szank
- Üllés
- Zsana
- Zsombó
- Kiskőrös